# Rocky's Boots
《Rocky's Boots》是Warren Robinett和Leslie Grimm制作的教育电子游戏，由Learning Company于1982年发行。
1985年末，《II Computing》依照销售表现，发布了一份最佳软件榜单，该作在教育类名单中排名第9 。